# Грубина река
Грубина река је уз Вучју реку саставница реке Јерме.

## Географске одлике
Извире на 1.370 m н.в, и пружа се у дужини од 6,75 km. Површина слива износи 17,2 km². Рељеф у сливу Грубине реке је јако дисециран, тешко проходан, притоке су кратке и бројне, и као код Вучје реке јаружасте.

### Слив
Слив Грубине реке има велики коефицијент пуноће – 0,4 што уз велике нагибе терена, јаружасте долине и велику количину падавина, условљава бурне велике воде. 
Као и Вучја река и Грубина река је каменим зидом каналисана у селу Клисура, али не целим током кроз село, и не са обе стране речног корита.
Узводно од саставка са Грубином реком, речно корито је бетонирано и каналисано.

### Вегетација
Слив Грубине реке је покривен углавном шумском вегетацијом, највише у нижим деловима долине Грубине реке и њених притока, док је развође према Вучјој реци огољено и покривено грмљем или ливадском вегетацијом.